# サハラ駅
サハラ駅（Sahara）はアメリカ合衆国のネバダ州ラスベガスのラスベガスモノレールの駅である。この駅は単式ホームで元サハラ・ホテル・アンド・カジノに位置している。サハラ駅にはサハラホテルの裏にあるパラダイス通りの路面からエレベーターで上る。サハラホテルのCasbar Theatre Lounge の裏にある通路を経由してホテルの中からサハラ駅への通路が残っている。

## 近隣のホテル
- サハラ・ラスベガス
- ストラトスフィア
- Palace Station

## Nearby Attractions
- フレモント・ストリート・エクスペリエンス (RTC Transit ACE Gold Line を経由)
- Stratosphere Observation Decks
- Stratosphere Tower Rides

## 将来的な路線延長
サハラ駅の北に延びる線路は、サーカス・サーカスやリヴィエラがあるラスベガス大通り(通称：ラスベガス・ストリップ)の北部を経由してダウンタウンへの延長に備えたものである。